# Creu de terme d'Almatret
La Creu de terme d'Almatret és una creu de terme situada a la plaça Major d'Almatret (Segrià).

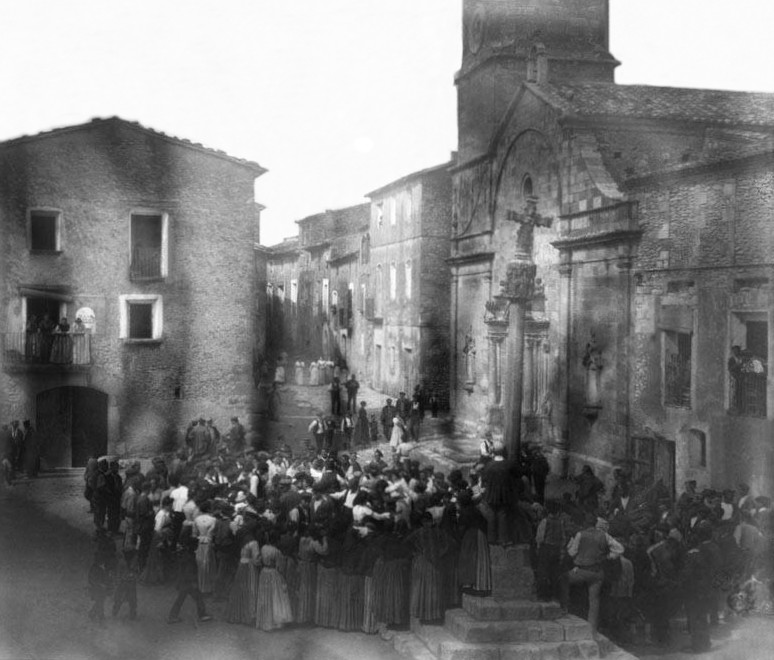
La creu el 1907

## Història
La creu, datada el 1608, va ser desmuntada a l'inici de la Guerra Civil espanyola per l'escultor Apel·les Fenosa per protegir-la i la va dipositar al Monestir de Sant Cugat, on amb el pas dels anys va quedar oblidat el seu origen. El rector de l'església de Santa Anna de Barcelona la va reclamar per col·locar-la a la plaça al costat de l'església, on es va inaugurar el 9 d'abril de 1944. L'any 2000 la creu es trencà per un acte vandàlic. En el judici que va tenir lloc el 2005 entre els vàndals i l'església, i que va guanyar aquesta, es va descobrir l'origen de la creu i Almatret va reclamar el seu retorn. El monument es va reparar i es va tornar a Almatret el 20 de desembre de 2020. Al pati de Santa Anna s'hi col·locà una rèplica.

## Descripció
És una creu renaixentista, amb les figures de Crist, santa Bàrbara, sant Pere, sant Pau, sant Joan Evangelista, sant Roc, sant Jaume, sant Isidre i santa Cecília.